# Valentiniaanse Leerbrief
De  Valentiniaanse Leerbrief is een gnostische tekst van een onbekende auteur. De tekst is bewaard gebleven, omdat die is opgenomen in de Panarion, een werk van Epiphanius van Salamis (ca. 315-403). De Valentiniaanse Leerbrief behoort met Uittreksels uit Theodotus  en de Brief aan Flora tot de weinige gnostische teksten die bewaard zijn gebleven in de oorspronkelijk Griekse versie.
De tekst heeft zelf geen titel. Epiphanius benoemt het als het boek van de valentinianen. De huidige titel is gekozen vanwege de inhoud van de tekst. Die is ontstaan binnen de gnostische beweging die aangeduid wordt als het  valentinianisme waarvan Valentinus (overleden na 155) de grondlegger was. De tekst handelt over de structuur en ontwikkeling van het pleroma, in de gnostiek de goddelijke wereld.

## Algemene noties
De goddelijke wereld wordt in alle gnostische stromingen aangeduid met het woord pleroma. Het is de benaming voor de volheid, de structuur en verblijfplaats van de goddelijke wereld. Er zijn binnen de gnostiek en ook binnen het valentinianisme meerdere constructies van een pleroma. In de meeste gnostische constructies is sprake van een top van het pleroma, dat bestaat uit drie hypostasen, goddelijke zijnsvormen, die te vergelijken zijn met de drie-eenheid van het orthodoxe christendom. Het handelt dan om de figuur van een onkenbare, niet te bevatten Vader, een Moeder en een Zoon.
In alle gnostische teksten over het pleroma verschijnen dan eonen. Dat zijn emanaties van de Moeder en de Zoon. Het zijn goddelijke krachten van een lagere orde. In vrijwel alle gnostische teksten ontstaat dan een breuk in de volmaaktheid van het pleroma, omdat een van de eonen –  meestal Sophia/Wijsheid –  een handeling verricht waardoor dat eon of een deel daarvan buiten het pleroma geraakt. Dat heeft de komst van de demiurg tot gevolg alsmede de schepping van de onvolmaakte stoffelijke wereld en de mens.

## Essentie van de inhoud
Binnen het valentinianisme zijn er twee basisconstructies van een pleroma te onderscheiden, waarop meerdere valentiniaanse auteurs weer variaties hebben geconstrueerd. Het pleroma dat in de Valentiniaanse Leerbrief wordt beschreven heeft dezelfde basisstructuur als in de Valentiniaanse verhandeling.
Er is sprake van een Oervader, die aangeduid wordt als Majesteit of  Diepte (Bythos). Samen met hem was zijn Gedachte (Ennoia), ook wel aangeduid als Genade (Charis) of Stilte (Sigẽ). Uit hun vereniging komt Mens (Anthrõpos) voort. Stilte paart hierna met Mens en brengt Waarheid (Alẽtheia) voort. In alle andere valentiniaanse bronnen brengt het eerste paar het tweede voort, In dit geval is Waarheid het resultaat van een vereniging tussen de moeder Stilte en haar zoon Mens. Waarheid verleidt haar vader, Mens, en dat heeft nog een viertal tot gevolg, waaronder opnieuw een  Mens (Anthrõpos),  Woord (Logos),  Leven (Zõẽ) en Kerk (Ekklẽsia). Die produceren weer andere eonen tot het totaal van dertig eonen is bereikt, waarvan Sophia(Wijsheid) de laatste is.
Hoewel er enige verschillen zijn in de combinatie van paargenoten is dit pleroma niet wezenlijk verschillend van de gangbare valentiniaanse opvatting. In het laatste deel van de tekst beschrijft de auteur echter dat het hier niet om slechts dertig eonen handelt. In werkelijkheid is er een tweede achttal ontstaan, dat ook dertig eonen heeft voortgebracht en op hun beurt weer lichten hebben gecreëerd. Die  lichten worden in de tekst kinderen van de eenheid genoemd. Zij worden door een vereniging van de twee achttallen tot volmaaktheid gebracht en zijn dan de  volmaakten, de echte gnostici.  Dat is een wezenlijke afwijking van de meer gangbare opvattingen over de structuur van het pleroma.
Hier eindigt ook dit deel van de tekst van Epiphanius. Deze beschrijving  heeft dus niet  het gebruikelijke vervolg met de breuk in het pleroma, het ontstaan van de demiurg, het kwaad en de uiteindelijke verlossing. Met de merkwaardige constructie van een tweede achttal geeft de Leerbrief aan, dat latere valentiniaanse auteurs de vrijheid namen om aanzienlijke variaties en wijzigingen in de basisstructuur van een pleroma aan te brengen. 